# Artur Boruc
Artur Boruc (IPA: [ˈartur ˈbɔruʦ]; Siedlce, 1980. február 20. –) lengyel labdarúgó, aki 2020 óta a Legia Warszawa kapusa. 2004 és 2017 között tagja volt a lengyel labdarúgó-válogatottnak, mellyel részt vett a 2006-os világbajnokságon és a 2008-as Európa-bajnokságon.
2008. október 20-án a FIFPro az év válogatottját összeállító szavazására a világ legjobb 55 labdarúgója közé választotta, akik közül csak 5 volt kapus.

## Pályafutása

### Lengyelországban
Boruc karrierje 1998-ban kezdődött, a Pogoń Siedlcénél, szülővárosában. A következő szezonra a Legia Warsawához csatlakozott, ahol kezdetben a tartalékcsapatban játszott, Majd egy fél szezonra kölcsönadták a Dolcan Ząbkinak.
2002 márciusában játszotta első ligamérkőzését a Legiában. A 2002–2003-as szezon második felére Boruc a klub legjobb kapusa lett.
2004 júniusában Boruc megszerezte eddigi egyetlen gólját a Widzew Łódź elleni meccsen, amit hazai pályán játszottak és 6–0-ra végződött. Boruc örömében a szögletzászlóval integetett.

### A Celticben
2005. július 20-án egy évre kölcsönbe írt alá a Celtichez, majd három és fél évre, 2009-ig elkötelezte magát a glasgowiak mellett. Aztán 2008. január 5-én 2011-ig meghosszabbította a szerződését. A 2009 januári átigazolási időszakban felvetődött, hogy nyáron a Getafe CF vagy az Atlético Madrid csapatához igazol.
Boruc viszonylag gyorsan a Celtic meghatározó játékosává, alapemberévé vált. 2006. november 21-én a Celtic Park-ban játszott Manchester United elleni BL-meccs 89. percében kivédte Louis Saha tizenegyesét, hozzásegítve ezzel csapatát a továbbjutáshoz. A Scottish Premier Leagueben 2006 decemberében a hónap legjobb játékosának választották. Jelölték az Az Év Skót Labdarúgója címre 2007-ben, melyet azonban végül csapattársa, Nakamura Sunszuke kapott meg. A 2007–2008-as Bajnokok Ligája selejtezőjének utolsó körében a Celtic oda-vissza 1–1-et játszott a Szpartak Moszkva ellen, így tizenegyespárbaj döntött – a Celtic javára, köszönhetően annak, hogy Boruc két tizenegyest is hárított.

### A válogatottban
Boruc 2004. április 28-án, az Írország elleni 0–0-s mérkőzésen mutatkozott be a lengyel válogatottban, melyben eddig 38 alkalommal lépett pályára.
A 2006-os világbajnokságra elutazott a lengyel válogatottal, és miután győztesen vívta meg a kezdőcsapatba kerülésért folytatott harcot Łukasz Fabiański és Tomasz Kuszczak ellen, a tornán csapata mindhárom meccsét végigvédte, összesen négy gólt kapott. A nyolcaddöntőbe azonban nem jutott be Paweł Janas együttese.
A 2008-as Európa-bajnokságon is a lengyelek mindhárom találkozóján az elsőtől az utolsó percig a pályán volt, de hiába védett ki Ausztria ellen három ziccert is, kiestek, noha összesen megint csak négy gólt kapott.
2008. augusztus 27-én két csapattársa, Dariusz Dudka és Radosław Majewski társaságában az Ukrajna ellen elvesztett mérkőzés (amelyen Boruc nem lépett pályára) után szétverték hoteljük egy szobáját. Ezt követően a Lengyel labdarúgó-szövetség (noha annak elnöke, Michał Listkiewicz szerint Boruc nem volt érintett az incidensben) két meccsre eltiltotta a kapust, aki október 11-én tért vissza a válogatottba.

## Sikerei, díjai
- Scottish Premier League-győztes: 2006, 2007, 2008
- Skót labdarúgó-ligakupa-győztes: 2006, 2009
- Skót labdarúgókupa-győztes: 2007

## Magánélete
Boruc a Legia Warszawa szurkolója, tagja a Legia Warszawa-szurkolók Szövetségének.
2007. április 21-én megvédett egy terhes nőt, a testvérét és a sógorát, amikor megtámadták őket Glasgowban.
2008. június 11-én felesége, Katarzyna Varsóban világra hozta fiukat, Alekset.
2008-ban elvált feleségétől.